# Mais vous êtes fous
Mais vous êtes fous es una película dramática francesa de 2019 coescrita y dirigida por Audrey Diwan . Basada en hechos reales, es la ópera prima de su directora.

## Sinopsis
Roman (Pio Marmaï) y Camille (Céline Sallette) forman una pareja moderna y cariñosa en torno a sus dos hijas, Bianca y Lucie. Pero Roman esconde un grave problema de adicción a la cocaína, que consume a diario desde hace años. Un día una de sus hijas sufre un grave ataque epiléptico y se salva in extremis. El hospital encuentra rastros de cocaína en la sangre de la menor y alerta a la policía. Se abre una investigación y ante el asombro del propio Roman, parece que toda la familia tiene restos de droga. Aunque es Roman el principal sospechoso, la custodia de las niñas se quita inmediatamente a ambos padres. Sin embargo, Camille y Roman, a pesar de todo, permanecen unidos, aunque pronto el abogado le va a anunciar a Camille que puede recuperar a sus hijas si abandona a su marido. En ese momento, y en plena desintoxicación y arrepentimiento del esposo, la justicia le condena y es rechazado por sus suegros y amigos.

## Ficha técnica
- Título original: Mais vous êtes fous
- Logro: Audrey Diwan
- Guion: Audrey Diwan y Marcia Romano
- Decorados: Diene Berete
- Vestuario: Isabelle Pannetier
- Fotografía: Nicolás Gaurín
- Sonido: Mathieu Villien; Gurwal Coïc-Gallas y Julien Roig
- Montaje: Paulina Gaillard
- Música: Guillermo Roussel
- Producción : Alice Girard y Edouard Weil
- Productoras : Rectángulo Producciones ; Wild Bunch (coproducción) ; SOFICA Cofinova 15 y Palatine Etoile 16
- Empresas distribuidoras : Wild Bunch; K-Films America (Quebec)
- País de origen : Francia
- idioma original : francés
- Formato : color
- Género : drama
- Duración : 95 minutos
- Fechas de lanzamiento :
  - Francia : 28 de marzo de 2019 (preestreno); 24 de abril de 2019
  - Quebec : 1 de noviembre de 2019

## Reparto
- Pio Marmaï : Roman Clémenti
- Céline Sallette : Camille Clémenti
- Carole Franck : Christine
- Jean-Marie Winling : Paul
- Lola Rosa Lavielle : Bianca Clémenti
- Karen-Ann Zajtelbach : Lucie Clémenti
- Maxence Tual : Karim
- Valérie Donzelli : Maître Mangin
- Jeanne Rosa : Julia
- Anne Loiret : la laborantine
- Laurent Bateau : l'expert
- Nailia Harzoune : Assia
- Chantal Garrigues :  Wiesel
- Marianne Loisel : l'adolescente au cabinet dentaire
- Bruno Gouery : le professeur Gerando
- Victor Pontecorvo : Tewfik
- Hocine Choutri : Serge
- Jérôme Huguet : le policier de la fouille
- Frank Pech : l'employé de l'entreprise Ready